# Historia postal de Azerbaiyán

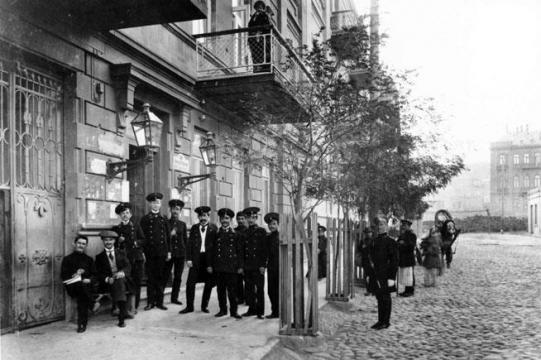
Carteros en Bakú, 1914.

Este artículo ilustra la historia postal y de los sellos postales de Azerbaiyán, que sigue de cerca la historia política de Azerbaiyán, desde su incorporación al Imperio ruso en 1806, hasta su breve independencia obtenida en 1918, que perdió ante la Unión Soviética en 1920 y recuperó en 1991 después de la disolución de la Unión Soviética.

## Imperio ruso

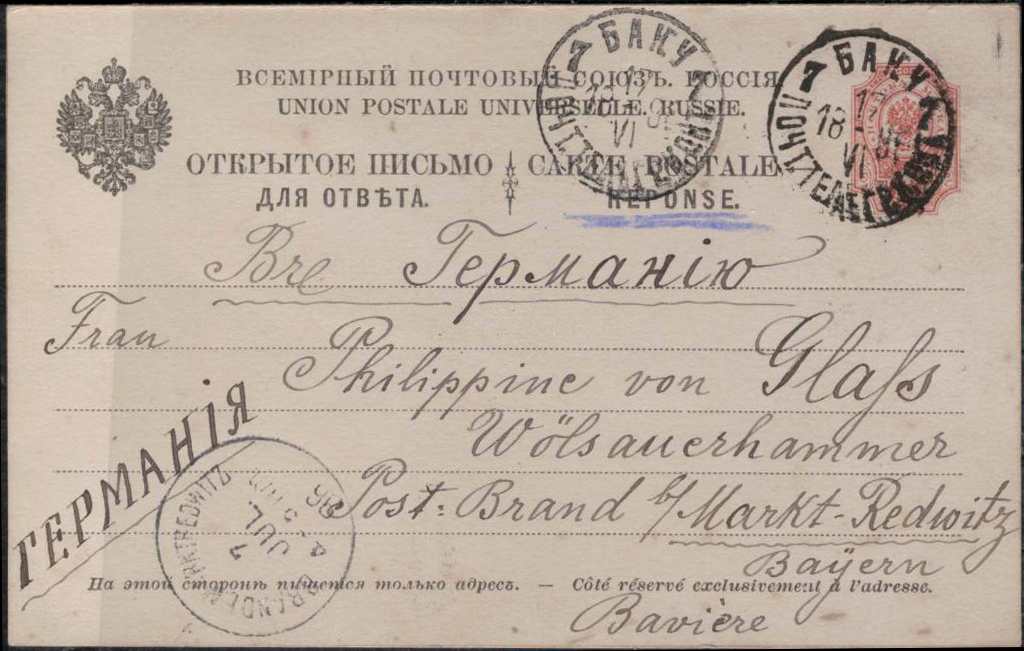
Una postal de Azerbaiyán a Alemania durante la era del Imperio ruso, 1896.

El servicio postal moderno en Azerbaiyán comenzó a principios del siglo XIX, cuando Azerbaiyán se convirtió en parte del Imperio ruso. La primera oficina de correos se abrió en 1818 en Elizavétpol (ahora Ganja). El primer servicio de reenvío de correo se estableció en 1826 en Bakú, seguido por el segundo servicio de reenvío de correo que se estableció en 1828 en Najicheván. Se abrieron oficinas de correos en Quba, Shusha, Shamaji, Lankaran, Nukha (ahora Shaki) y Salyán. Los matasellos y sellos postales del Imperio ruso se utilizaron en el territorio de Azerbaiyán desde 1858. Los primeros matasellos estaban compuestos por puntos de diferentes formas. Pronto les siguieron los matasellos fechados con los nombres de las ciudades.

## República Democrática de Azerbaiyán

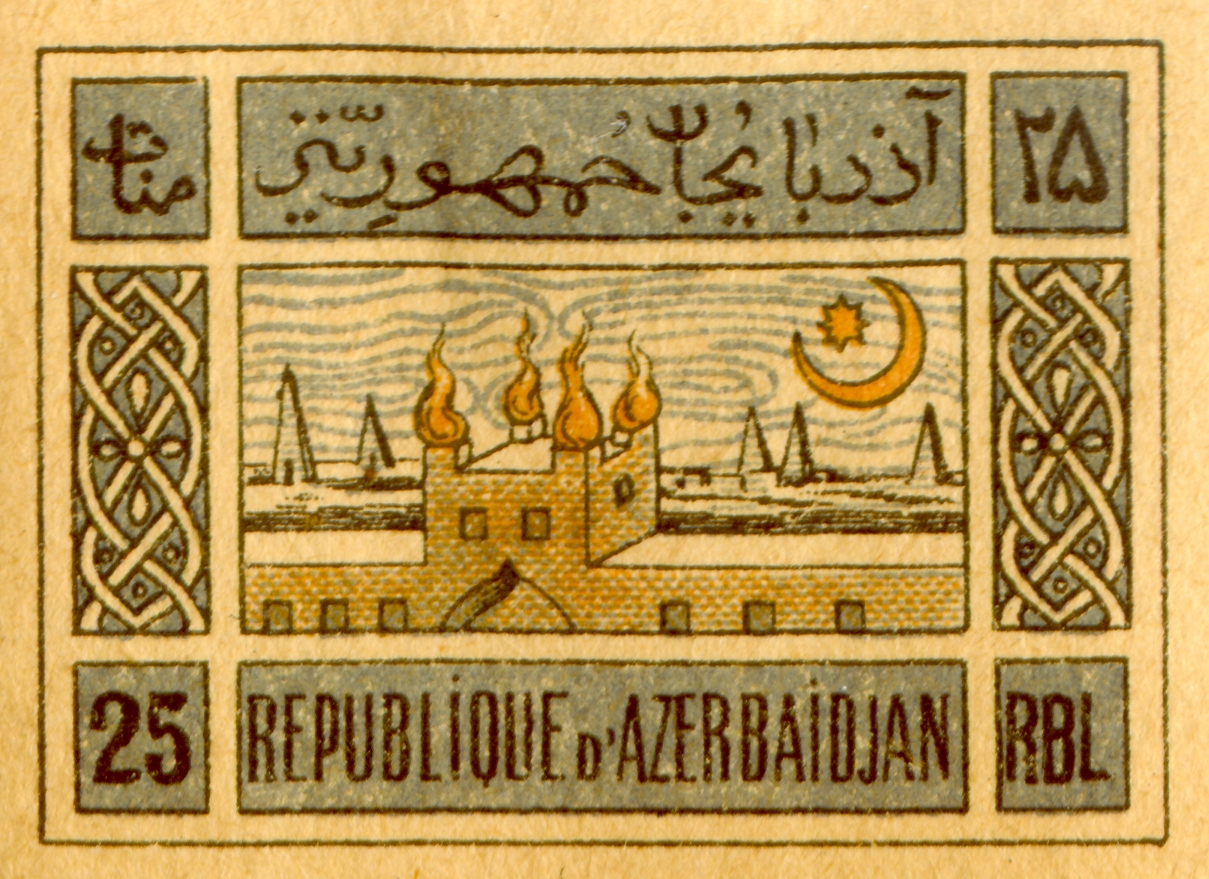
Sello de la República Democrática de Azerbaiyán, 1919.

Los primeros sellos de Azerbaiyán fueron emitidos en 1919 por la República Democrática de Azerbaiyán y consistían en una serie de diez diseños pictóricos de 50 r. Hay dos impresiones distintas, una impresión de 1919 en papel blanco con goma blanquecina y una impresión de 1920 en papel beige con goma amarilla o sin goma. La primera impresión es más escasa y existen falsificaciones de ella.

## República Socialista Soviética de Azerbaiyán

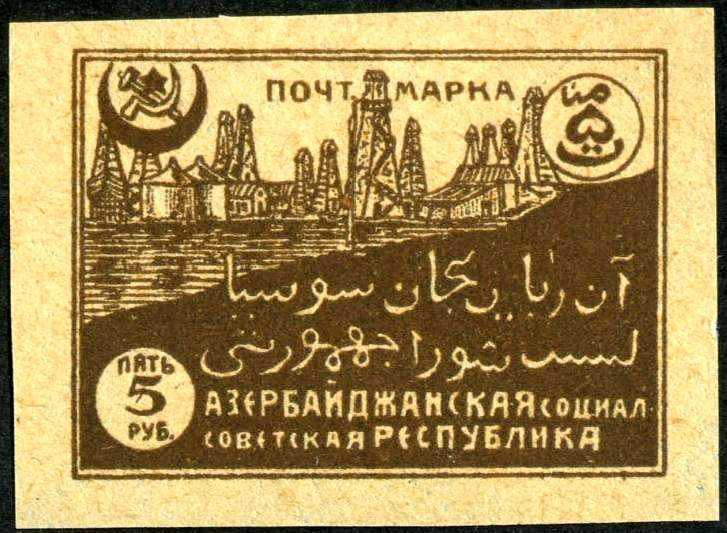
Sello de la República Socialista Soviética de Azerbaiyán, 1921.

El 27 de abril de 1920, el Ejército Rojo entró en la capital, Bakú, y se creó la República Socialista Soviética de Azerbaiyán (RSSA), que pasó a formar parte de la Unión Soviética (URSS). Los primeros sellos de la RSSA se emitieron en 1921 y consistieron en una serie de 15 sellos que mostraban escenas locales y políticas, incluido un pozo de petróleo y una mezquita. Se emitieron más sellos en 1921 para el alivio de la hambruna y sobreimpresiones con inscripciones de control local en 1922. Sin embargo, los sellos de alivio de la hambruna de Azerbaiyán de 1923 son falsos y fueron falsificados posteriormente. La república fue reconocida periódicamente en series de sellos que honraban a las diferentes partes de la URSS. Durante todo el período soviético, el propio gobierno central de la URSS emitió alrededor de 60 sellos con temas nacionalistas y étnicos azerbaiyanos, que presentaban figuras destacadas, edificios, flora, fauna y otros temas relacionados con Azerbaiyán.

## República Socialista Federativa Soviética de Transcaucasia

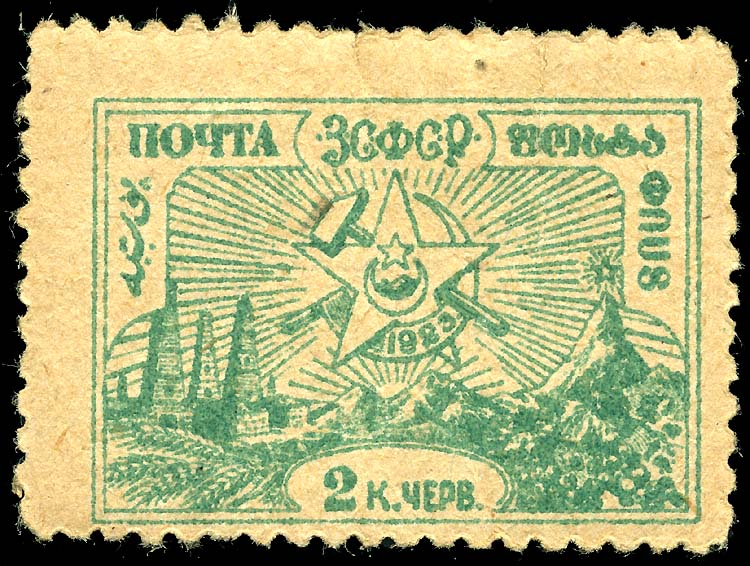
Sello de la República Socialista Federativa Soviética de Transcaucasia, 1923.

El 12 de marzo de 1922, Azerbaiyán, Armenia y Georgia se federaron como la República Socialista Federativa Soviética de Transcaucasia (RSFST). Los sellos azerbaiyanos se sobreimprimieron primero en moneda azerí, luego en rublos transcaucásicos. Los sellos soviéticos sobreimpresos de alcance nacional se emitieron en 1923. A partir del 1 de octubre de 1923, los sellos de la RSS de Azerbaiyán fueron reemplazados completamente por sellos de la RFSST que se utilizaron hasta la disolución de la RSFST y la segunda refundación de la RSS de Azerbaiyán en 1936. Los sellos de la RSS de Azerbaiyán se emitieron nuevamente junto con los sellos soviéticos de alcance nacional que se utilizaron hasta la disolución de la Unión Soviética y la RSS de Azerbaiyán en 1991.

## República de Azerbaiyán

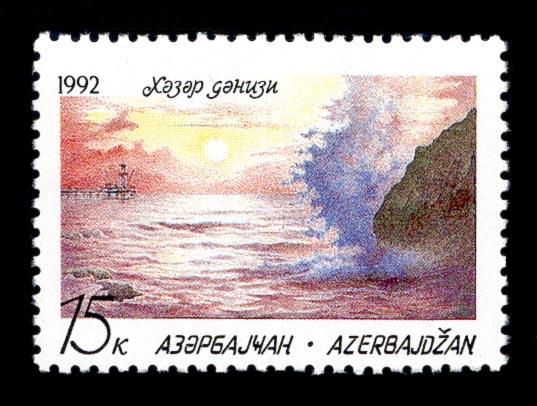
Primer sello de la República de Azerbaiyán, 1992.

El 19 de noviembre de 1990, la República Socialista Soviética de Azerbaiyán pasó a llamarse República de Azerbaiyán. Se convirtió en un país independiente el 18 de agosto de 1991 y su primer sello se emitió el 26 de marzo de 1992 para conmemorar su independencia. A diferencia de la mayoría de las demás repúblicas ex soviéticas, Azerbaiyán no sobreimprimió sellos soviéticos para satisfacer sus necesidades postales después de la independencia. El servicio postal nacional Azərpoçt se fundó en 1992, que se reestructuró en 1999 y se convirtió en el operador postal nacional en 2004. La empresa nacional de sellos postales Azermarka comenzó a funcionar en 1992 y es responsable de la producción y venta de todos los sellos postales azerbaiyanos. El 1 de abril de 1993, Azerbaiyán se convirtió en miembro de la Unión Postal Universal. Se han producido una variedad de sellos definitivos y conmemorativos que representan temas locales y de actualidad. También se han emitido sobres de primer día y enteros postales. Los primeros sellos con imágenes de personas se emitieron en 1993. La primera persona que apareció en un sello postal después de la disolución de la Unión Soviética fue Heydar Alíyev, el tercer presidente de Azerbaiyán. Los primeros sellos que se emitieron en la nueva moneda azerbaiyana, el manat, que se introdujo para reemplazar al rublo soviético utilizado para las emisiones anteriores desde la independencia, aparecieron en octubre de 1992, después de la introducción de la nueva moneda el 15 de agosto de 1992. El valor monetario de los sellos (en manat o en qəpik, la división 1⁄100 del manat) varía según el año de emisión. En 1998, en Najicheván se emitieron supuestamente 19 series de sellos postales ilegales en los que aparecían, entre otros, Diana, princesa de Gales, y el grupo pop británico Spice Girls. Por consiguiente, las autoridades azerbaiyanas han enviado avisos a la Unión Postal Universal para notificarles que se habían emitido sellos falsificados con temas populares en su nombre.